# Pietro Metastasio
Pietro Antonio Domenico Trapassi, cunoscut sub pseudonimul Metastasio (n. 3 ianuarie 1698, Roma, Statele Papale – d. 12 aprilie 1782, Viena, Monarhia Habsburgică), a fost un poet dramatic italian și autor de librete.
A fost membru al academiei „Arcadia”.
Este considerat creatorul melodramei, al cărui specific îl constituie amestecul eroicului și al sentimentalismului idilic, conflictul tragic dizolvându-se în muzicalitatea lirică a versului.

## Opera

### Librete
- 1723: Didone abbandonata („Didona părăsită”);
- 1723/1730: Catone in Utica („Cato în Utica”);
- 1730: Artaserse („Artaxerxes”);
- 1734: Clemența lui Titus („La clemenza di Tito”);
- 1736: Achille in Sciro („Ahile la Skyros”);
- 1740: Attilio Regolo („Attilius Regulus”).

### Eseuri
- 1780/1782: Estratto dell'„Arte poetica” di Aristotile ("Extrase din „Poetica” lui Aristotel"), eseuri critice de tendință neoclasicistă.